# Klaus-Peter Wagner
Klaus-Peter Wagner (* 2. August 1943 in Schwerin; † 10. März 2024 in Chemnitz) war ein deutscher Rundfunkmoderator.

## Leben
Vor 1990 war Klaus-Peter Wagner bei Radio DDR 1 als Rundfunkmoderator tätig.
Während der Wende war er Redakteur und Sprecher des Sachsen Radio in Chemnitz, dem damaligen Karl-Marx-Stadt.
Danach wurde er von der ARD-Anstalt Mitteldeutscher Rundfunk als Sprecher unter Vertrag genommen.